# Тургаковский беляк
Тургаковский беляк (также Тургановский беляк) — эрзянское феодальное владение времен Золотой Орды и Русского царства. В документах его население называлось «тургаковской мордвой» или «тургановской мордвой».

## Описание

### Название
А. А. Гераклитов и С. В. Видяйкин считают, что название Тургаковского беляка, как и названия большинства остальных беляков Алатырского уезда, может происходить от названия главной деревни беляка — деревни Тургаковой. Д. В. Цыганкин, И. К. Инжеватов и Н. В. Казаева считают, что название деревни Тургаковой происходит от дохристианского антропонима Тургак/Турдак/Турдан. В. Н. Белицер считала деревню Тургакову одним из древнейших селений Присурья, так как ее эрзянская форма не содержит ни окончания «-веле» (эрз. выселок), ни тюркского окончания «-бие», появившегося в эрзянских топонимах после золотоордынского завоевания.

### Местоположение
Тургаковский беляк находился вдоль реки Суры: от реки Большой Сары до реки Штырмы на левом берегу, а также по реке Бездне и реке Барышу на правом берегу. Также, в него входили леса по реке Алатырю.

### Состав
По сведениям XVII века, данный беляк располагался в Алатырском уезде и включал в себя земли следующих деревень и их выставок:
- Старая Кечушева на Муровлее — в Верхоменском стане[10];

- Новая Кечушева (Нижнее Кечушево) на Муровлее;
- Кечушева на Суровлее;

- Кобаева на Евлейке — в Верхосурском стане;

- Поводимова на Посканлее (выставка из Кобаевой) — в Верхосурском стане;

- Парадеева на Соласлее — в Верхалатырском стане;

- Дубенка на Большом Солослее (выставка из Парадеевой) — в Верхалатырском стане;

- Тарханова на Алатыре — в Верхалатырском стане[11];

- Тарханова на Лунге — в Верхалатырском стане;
- Тарханова на Уранчее — в Верхалатырском стане;
- Елаева на Инелее — в Верхалатырском стане;
- Болдина (часть населения);

- Старая Тургакова на Сорокомодылее — в Верхосурском стане[12][13];

- Новая Тургакова на Кшлее — в Верхоменском стане;

- Тургакова на Алатыре — в Верхалатырском стане;

- Сабанчеева на Чеберчинке — в Верхосурском стане.

### Население
Тургаковский беляк, наряду с Сулеменским, Издебердеевским и Лунгинским, был крупнейшим, по количеству дворов населения, беляком Алатырского уезда. В 1623—1626 годах Тургаковский беляк включал в себя:
- в Верхоменском стане — 39 дворов;
- в Верхалатырском — 78 дворов;
- в Верхосурском — 35 дворов.

### Связи
Эрзяне Тургаковского беляка были связаны владениями с эрзянами деревни Баевой.

### Владения
Деревни Тургаковского беляка, совместно с деревнями других беляков, владели бортными ухожаями в разных уездах.

#### Алатырский уезд
|            | Порасенский беляк                                         | Кирдяновский беляк                                        | Тапоснанский беляк                         | Печерский беляк                            |
| ---------- | --------------------------------------------------------- | --------------------------------------------------------- | ------------------------------------------ | ------------------------------------------ |
| Поводимово | Важдинский/Вожженской/Важдинской ухожай; Миренской ухожай | Важдинский/Вожженской/Важдинской ухожай; Миренской ухожай | -                                          | Важдинский/Вожженской/Важдинской ухожай    |
| Парадеево  | -                                                         | Калинерской/Киниберской/Килинерской ухожай                | Калинерской/Киниберской/Килинерской ухожай | Калинерской/Киниберской/Килинерской ухожай |
| Болдино    | -                                                         | Кочкарнерской/Качкарнерской ухожай; Пичашнинский ухожай   | Кочкарнерской/Качкарнерской ухожай         | -                                          |

## История
М. М. Акчурин, А. В. Беляков и А. Н. Демидов считают, что в прошлом Тургаковский беляк находился во владении мордовского князя Кулумзы (Кулунзы) Москова, основателя рода Куломзиных и представителя династии князей Ромодановых (потомков князя Ромадана Барлова), который взымал князь-Куломзин ясак с этого беляка. Также, мурза Питай Абмироев взымал с этого беляка князь-Питаев ясак. По мнению данных исследователей, эти полусуверенные княжества существовали еще до казанских походов.